# Dorota Wojda
Dorota Maria Wojda (ur. 1971) – polska literaturoznawczyni, historyczka i teoretyczka literatury, dr hab. nauk humanistycznych, adiunkt Katedry Teorii Literatury Wydziału Polonistyki Uniwersytetu Jagiellońskiego.

## Życiorys
Studiowała filologię polską i filmoznawstwo na Uniwersytecie Jagiellońskim. 16 czerwca 2003 obroniła pracę doktorską Pisarstwo Jarosława Marka Rymkiewicza. Poetyka negatywna i paradoksy dyskursu, 6 kwietnia 2016 habilitowała się na podstawie pracy zatytułowanej Polska Szeherezada. Swoje i obce z perspektywy postkolonialnej. Pracowała w Instytucie Polonistyki Państwowej Wyższej Szkole Wschodnioeuropejskiej w Przemyślu.
Jest adiunktem Katedry Teorii Literatury Wydziału Polonistyki Uniwersytetu Jagiellońskiego.
Autorka książki Milczenie słowa. O poezji Wisławy Szymborskiej (1996) oraz ponad sześćdziesięciu artykułów naukowych; współredaktorka zbiorów Radość czytania Szymborskiej (1996) i Różne głosy. Prace ofiarowane Stanisławowi Balbusowi na jubileusz siedemdziesięciolecia (2013). Jej zainteresowania badawcze obejmują zagadnienia mimesis, czyli twórczego naśladownictwa, postkolonializmu i performatywności.